# ニルガイ亜科
ニルガイ亜科（ニルガイあか、Boselaphinae）は、鯨偶蹄目（クジラ偶蹄目）ウシ科に属する亜科。化石属を基にトラゴケルス亜科やウシ亜科、ブッシュバック亜科などに含める場合もある。

## 概要
原始的なウシ亜科の特徴とされる幅が広いまま上唇に達する鼻鏡を持つ。また、眼下線があり、捻じれていない角を持つ。後足の蹄に特殊な臭腺を持つ。
中新世の頃、ヨーロッパに生息していたプロトラゴケルスやミオトラゴケルス、中新世後期から更新世にアジアや北アフリカなどに生息していたトラゴケルスやパキポルタクスなどが含まれ、現生種としてはニルガイ、ヨツヅノレイヨウの2属2種がある。

## 分布
インド

## 分類
- ニルガイ属（en:Boselaphus）
  - ニルガイ（en:Nilgai）
- ヨツヅノレイヨウ属（en:Trtracerus）
  - ヨツヅノレイヨウ（en:Four-horned Antelope）